# Syngonanthus gracilis
Syngonanthus gracilis là một loài thực vật có hoa trong họ Eriocaulaceae. Loài này được (Bong.) Ruhland miêu tả khoa học đầu tiên năm 1903.